# Cai Qi
Cai Qi (蔡奇S, Cài QíP; contea di Youxi, 5 dicembre 1955) è un politico cinese, Primo Segretario del Segretariato del Partito Comunista Cinese, Segretario del Partito Comunista di Pechino e dal 2022 il quinto membro del Politburo cinese.
Cai ha iniziato la sua carriera nella provincia del Fujian. È stato sindaco di Sanming, sindaco di Quzhou, segretario del Partito Comunista di Taizhou. A partire dal 2010 è stato Vice Governatore Esecutivo della provincia di Zhejiang e nel 2014 è stato trasferito a Pechino come vicedirettore dell'Ufficio della Commissione per la Sicurezza Nazionale del PCC (grado equivalente di ministro).
In gran parte a causa della vasta esperienza di Cai ottenuta nella provincia di Zhejiang, è considerato un alleato politico del segretario generale del PCC Xi Jinping. Cai era anche noto per il suo ampio uso dei social media e per il suo approccio non ortodosso alla governance. Ha definito Xi Jinping "Xi Dada" (Padre Xi) e "Capo Xi!" nei media pubblici. The Economist ha affermato nel 2017, quando Cai "ha scalato i ranghi del Partito Comunista", che "Xi Jinping ha scelto un uomo insolito per guidare la capitale". Si dice che Cai fosse un fan della serie TV House of Cards di Kevin Spacey..

## Biografia
Cai è nato nella contea di Youxi, provincia del Fujian, il 5 dicembre 1955. Durante gli ultimi anni della Rivoluzione Culturale ha lavorato in una comune rurale. È entrato a far parte del Partito Comunista Cinese nel 1975. Cai ha frequentato l'Università di Fujian e si è laureato nel 1978 in economia politica.

### Anni del Fujian
Negli anni '80, Cai lavorò per l'Ufficio Generale dell'organizzazione provinciale del partito nella provincia del Fujian, ottenendo una serie di rapide promozioni. Quindi è diventato vice capo di stato maggiore al servizio dei dirigenti provinciali. Tra il 1994 e il 1997 ha conseguito un master in giurisprudenza presso la sua alma mater.
Nel settembre 1996 Cai ha assunto il suo primo ruolo importante nel governo locale come vice segretario del Partito e poi sindaco della città di Sanming nella provincia del Fujian.

### Anni di Zhejiang
È stato trasferito a Zhejiang nel maggio 1999 come vice segretario del partito e sindaco di Quzhou. Tra marzo 2002 e aprile 2004 Cai è stato segretario del partito di Quzhou, il massimo incarico politico della città. Nell'aprile 2004 Cai divenne segretario del partito di Taizhou, Zhejiang; a quel tempo, Xi Jinping era il segretario del partito della provincia di Zhejiang. Nell'aprile 2007, Cai è stato promosso sindaco di Hangzhou, il capoluogo di provincia, con il ruolo anche di vice segretario del partito. Nel gennaio 2010 è diventato membro del Comitato Permanente del Partito provinciale come capo del Dipartimento Organizzazione provinciale del partito.
Nel novembre 2013 Cai è diventato il vice governatore esecutivo della provincia di Zhejiang. Lo ha annunciato sul suo account di microblog.